# 門戸開放政策
門戸開放政策（もんこかいほうせいさく、Open Door Policy）とは、特定の地域において、全ての国の全ての国民に対し、等しい商業及び工業活動の機会が与えられるべきであるという主張である。日本では一般的に自由貿易政策と呼ばれることが多い。これはもともとアメリカによって進められたものであるが、アヘン戦争後の清国-アメリカ間の条約において、すでにこの方針は現れていた。門戸開放政策は、1978年からの鄧小平による中華人民共和国の経済改革方針で示された改革開放政策も、これと同等である。
上記の理由から門戸開放政策は一般的に中国と関連付けられることが多いが、もともとは1885年のベルリン会議で、コンゴ盆地においていかなる権力も特恵関税を課すことはできないと定めた経緯があり、中国に対してもそれを倣っている。

## アメリカによる門戸開放政策

### 背景
アメリカは伝統的にモンロー宣言による孤立主義の立場を取っていたが、1890年代のフロンティアの消滅に伴い、中南米、カリブ諸島、太平洋上の島々へ急速に植民地を広げ、自国権益を拡大していった。アメリカは以前から大規模な市場を持つ中国大陸への進出を狙っていた。
1898年にアメリカはハワイを併合し、米西戦争によってフィリピン・グアム島を獲得した結果、これらはアメリカにとって東アジアへの進出の重要拠点となり、アメリカも東アジアにおける主要勢力の1つに躍り出た。しかし、既にイギリス、フランス、ロシア、ドイツなどのヨーロッパ列強によって中国分割が激しく進められており、さらには日本がそれに加わろうとしていた時勢であった。

### アメリカが提言した「門戸開放政策」
アメリカは中国における他国と同等の特権を得るべく、アメリカのジョン・ヘイ国務長官は1899年、列強主要国（フランス、ドイツ、イギリス、イタリア、日本、ロシア）に対し、中国の主権の尊重と中国内の港湾の自由使用を求める門戸開放通牒を発した。これに対し各国は､それぞれの利権のために他国の判断が下されるまでは判断を留保すると返答した。1900年3月、ジョン国務長官は、通牒の内容は有効になったと宣言、これに対して日本だけはこの宣言に対し異議を申し立てたが、アメリカは門戸開放が国際的な政策になったとの主張を展開した。同年、義和団の乱の後に、ヘイ国務長官は同等の趣旨（ただし、より領土保全が強調されている）の文章を各国に再送した。

### 門戸開放政策の瓦解

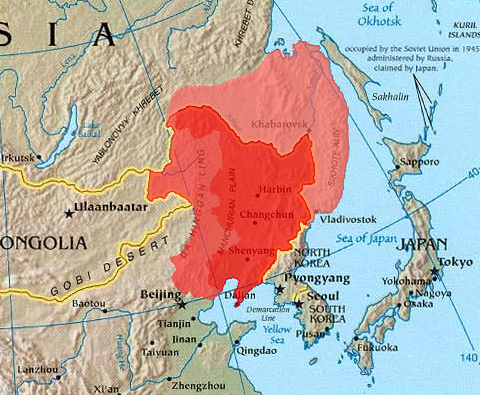
満州

2年後の1902年に、アメリカは満州におけるロシアの侵略は門戸開放政策に反すると主張した。1904年から1905年にかけての日露戦争の結果、ロシアに代わって満州南部における利権を獲得した日本は、アメリカに対し満州では門戸開放政策を維持すると伝えた。1909年にアメリカは、門戸開放の維持の為に、日本では新4国借款団と呼ばれる、中国が鉄道を敷設するのに必要な借款を工面する為の日本・アメリカ・イギリス・フランス四カ国からなる銀行集合の形成を誘導した。この目的は中国進出を日本に独占させないことであったが、アメリカは1913年に、これが中国の国内統治の完全性を欠くことになると主張して、これを脱退した。
次に門戸開放方針が妨げられたのは1915年で、日本が対華21ヶ条要求を突きつけたときである。この結果、1917年に日米間で、中国における門戸開放は尊重されるが、アメリカは日本の中国における特殊権益を認めるという石井・ランシング協定が結ばれた。門戸開放の原則は同年の日本と連合国間の、山東半島ドイツ権益に関する秘密協定によってさらに弱まった。
崩壊しつつあった門戸開放政策は、1921年から1922年にかけてのワシントン会議 (1922年)の九カ国条約において再確認され、これにアメリカ、イギリス、日本、フランス、イタリア、オランダ、ポルトガル、中国、ベルギーが署名することで一時的に回復した。これに伴い石井・ランシング協定は破棄された。
しかし1931年からの満州事変及び満州国の建国によって、門戸開放政策は崩壊した。
第二次世界大戦後、中国の主権国家としての存在が認められた。これに伴って、どの国も中国内に支配地域を保有することも、他国の貿易を妨害することもできなくなった。共産党が政権をとると、1970年代後半に鄧小平が政権を手にするまで、中国における自由貿易は拒絶された。それ以降の中国政府は、外国貿易を助成する方針を維持している。